# Александер Густафссон
Олександр Густафссон (англ. Alexander Gustafsson; нар. 15 січня 1987, Арбуга, Вестманланд) — шведський боєць змішаних єдиноборств, який виступає під егідою UFC у важкій ваговій категорії. Тричі був претендентом на титул чемпіона UFC у напівважкій вазі.

## Із біографії
В дитинстві займався боксом, з 2006 року бере участь у змаганнях зі змішаних бойових єдиноборств. Перший поєдинок під єгідою UFC провів 14 листопада 2009 року проти американця Джареда Гаммана.